# Serre-Nerpol
Serre-Nerpol – miejscowość i gmina we Francji, w regionie Owernia-Rodan-Alpy, w departamencie Isère.
Według danych na rok 1990 gminę zamieszkiwało 269 osób, a gęstość zaludnienia wynosiła 20 osób/km² (wśród 2880 gmin regionu Rodan-Alpy Serre-Nerpol plasuje się na 1359. miejscu pod względem liczby ludności, natomiast pod względem powierzchni na miejscu 880.).